# Kluyvera
Genre
Kluyvera est un genre de bacilles Gram négatifs de la famille des Enterobacteriaceae. Son nom fait référence au microbiologiste et biochimiste Albert Jan Kluyver en hommage à ses contributions à la physiologie et la taxonomie microbiennes.
Elles peuvent être des pathogènes opportunistes pour l'homme.

## Taxonomie
Le nom correct complet (avec auteur) de ce taxon est Kluyvera Farmer et al. 1981.
L'espèce type est Kluyvera ascorbata Farmer et al. 1981.
Ce genre est créé en 1981 pour contenir l'ancien groupe Enteric group 8.
Jusqu'en 2016 il était rattaché par des critères phénotypiques à la famille des Enterobacteriaceae. Malgré la refonte de l'ordre des Enterobacterales par Adeolu et al. en 2016 à l'aide des techniques de phylogénétique moléculaire, Kluyvera reste dans la famille des Enterobacteriaceae dont le périmètre redéfini compte néanmoins beaucoup moins de genres qu'auparavant.

### Étymologie
L'étymologie de ce nom de genre se décompose ainsi : Kluy’ver.a. N.L. fem. n. Kluyvera, nommé par Asai et al. (1956) pour honnorer le microbiologiste néerlandais A.J. Kluyver, qui a réalisé de nombreuses contributions à la physiology et la taxonomie microbienne,.

## Caractéristiques

### Habitat
Kluyvera est présente naturellement dans l'eau, le sol et les eaux usées. Les bactéries de ce genre  peuvent provoquer des infections opportunistes chez les patients immunodéprimés.

### Morphologie et culture
Kluyvera est un genre de bactéries anaérobies facultatives à Gram négatif et mobiles avec des flagelles péritriches,.

## Liste d'espèces
Selon la LPSN (14 juin 2025) :
- Kluyvera ascorbata Farmer et al. 1981 – espèce type
- Kluyvera cryocrescens Farmer et al. 1981
- Kluyvera georgiana Müller et al. 1996
- Kluyvera intermedia (Izard et al. 1980) Pavan et al. 2005
- Kluyvera sichuanensis Liu et al. 2021